# Trpučevke
Trpučevke (lat. Plantaginaceae), biljna porodica iz reda medićolikih koja ime dobiva po najvažnijem rodu plantagu (trpucima) ili bokvicama. Pripada mu 105 rodova jednogodišnjeg i dvogodišnjeg raslinja i trajnica.
Prva tri opisana roda unutar porodice su Bougueria, Littorella i Plantago. Biljke roda Plantago poznate su po ljekovitosti, ali u nju bi trebalo pridodati i nedavno tri otkrivene brazilske mesožderke vrste znanstveno nazvane Philcoxia, to su P. minensis, P. bahiensis i P. goiasensis koje svojim podzemnim listovima hvataju crve kojima se hrane

## Opis
Jedan od najvećih preokreta koji je proizašao iz usvajanja APG klasifikacije leži u reorganizaciji nekadašnjih Scrophulariales u Lamiales. Molekularne studije pokazuju da se ranija morfološki utemeljena razgraničenja mnogih obitelji, kao što je Scrophulariaceae, ne drže dobro u sustavu temeljenom na zajedničkom podrijetlu. Posljedično, mnogi poznati rodovi koji su dugo tretirani kao "scrophs" bili su smješteni u obitelji kao što je Plantaginaceae, porodica trputacaa. Trenutačni koncept Plantaginaceae uključuje Antirrhinum (zijevalica), Veronica (čestoslavica), Penstemon (penstemon, “bradasta nit”), Linaria (lanislit) i Digitalis (naprstak), kao i Plantago (trputac) i vodene rodove Hippuris (borak) i Callitriche (žabovlatka). Ovako definirana porodica potpuno je zeljasta i prilično raznolika u obliku cvjetova i redukciji cvjetnih dijelova, s oko 90 rodova i 1900 vrsta. Plantago, na primjer, ima jednu bazalnu ovulu, dok mnogi tradicionalni "scroph" rodovi imaju brojne sjemenke na aksijalnoj placentaciji. Naprstci Digitalis lanata i D. purpurea izvor su digoksina, odnosno digitoksina; ti su lijekovi važni u liječenju nepravilnog srčanog ritma.

## Rodovi i broj vrsta
U porodici ima 99 rodova, od čega 25 monotipičnih (to jest onih sa samo jednom vrstom).
Familia Plantaginaceae Juss. (2088 spp.):
1. Subfamilia Gratioloideae (Benth.) Luerss.
  1. Tribus Angelonieae Pennell
    1. Angelonia Bonpl. (28 spp.)
    2. Anamaria V.C.Souza (1 sp.)
    3. Monttea Gay (3 spp.)
    4. Melosperma Benth. (2 spp.)
    5. Basistemon Turcz. (8 spp.)
    6. Ourisia Comm. ex Juss. (30 spp.)

  2. Tribus Gratioleae Benth.
    1. Bacopa Aubl. (62 spp.)
    2. Geochorda Cham. & Schltdl. (1 sp.)
    3. Ildefonsia Gardner (1 sp.)
    4. Boelckea Rossow (1 sp.)
    5. Fonkia Phil. (1 sp.)
    6. Gratiola L. (28 spp.)
    7. Mecardonia Ruiz & Pav. (10 spp.)
    8. Scoparia L. (10 spp.)
    9. Trapella Oliv. (1 sp.)
    10. Dopatrium Buch.-Ham. ex Benth. (14 spp.)
    11. Deinostema T.Yamaz. (2 spp.)
    12. Hydrotriche Zucc. (4 spp.)
    13. Limnophila R.Br. (46 spp.)
    14. Brookea Benth. (6 spp.)
    15. Philcoxia P.Taylor & V.C.Souza (7 spp.)
    16. Adenosma R.Br. (20 spp.)
    17. Matourea Aubl. (9 spp.)
    18. Tetraulacium Turcz. (1 sp.)
    19. Dizygostemon (Benth.) Radlk. ex Wettst. (2 spp.)
    20. Lapaea Scatigna & V. C. Souza (5 spp.)
    21. Stemodia L. (44 spp.)
    22. Umbraria Scatigna & V.C.Souza (2 spp.)
    23. Leucospora Nutt. (1 sp.)
    24. Darcya B.L.Turner & C.P.Cowan (3 spp.)
    25. Cheilophyllum Pennell (8 spp.)
    26. Schistophragma Benth. ex Endl. (3 spp.)
    27. Dintera Stapf (1 sp.)
    28. Encopella Pennell (1 sp.)
2. Subfamilia Chelonoideae Luerss.
  1. Tribus Russelieae Pennell
    1. Russelia Jacq. (43 spp.)
    2. Tetranema Benth. (5 spp.)

  2. Tribus Cheloneae Benth.
    1. Chelone L. (4 spp.)
    2. Nothochelone (A. Gray) Straw (1 sp.)
    3. Chionophila Benth. (2 spp.)
    4. Keckiella Straw (7 spp.)
    5. Pennellianthus Crosswh. & Kawano (1 sp.)
    6. Penstemon Schmidel (284 spp.)
    7. Uroskinnera Lindl. (4 spp.)
    8. Collinsia Nutt. (21 spp.)
    9. Tonella Nutt. ex A.Gray (2 spp.)
3. Subfamilia Antirrhinoideae Benth.
  1. Lafuentea Lag. (2 spp.)
  2. Anarrhinum Desf. (8 spp.)
  3. Kickxia Dumort. (23 spp.)
  4. Nanorrhinum Betsche (29 spp.)
  5. Asarina Mill. (1 sp.)
  6. Gadoria Güemes & Mota (1 sp.)
  7. Cymbalaria Hill (17 spp.)
  8. Maurandya Ortega (2 spp.)
  9. Holmgrenanthe Elisens (1 sp.)
  10. Epixiphium (Engelm. ex A. Gray) Munz (1 sp.)
  11. Mabrya Elisens (6 spp.)
  12. Rhodochiton Zucc. ex Otto & A. Dietr. (3 spp.)
  13. Lophospermum D. Don ex R. Taylor (7 spp.)
  14. Schweinfurthia A. Braun (6 spp.)
  15. Gambelia Nutt. (4 spp.)
  16. Galvezia Dombey ex Juss. (5 spp.)
  17. Chaenorhinum (DC.) Rchb. (32 spp.)
  18. Holzneria Speta (2 spp.)
  19. Albraunia Speta (3 spp.)
  20. Acanthorrhinum Rothm. (1 sp.)
  21. Pseudomisopates Güemes (1 sp.)
  22. Misopates Raf. (8 spp.)
  23. Antirrhinum L. (27 spp.)
  24. Neogaerrhinum Rothm. (2 spp.)
  25. Sairocarpus Nutt. ex A. DC. (10 spp.)
  26. Mohavea A. Gray (2 spp.)
  27. Maurandella (A. Gray) Rothm. (1 sp.)
  28. Howelliella Rothm. (1 sp.)
  29. Pseudorontium (A. Gray) Rothm. (1 sp.)
  30. Nuttallanthus D. A. Sutton (4 spp.)
  31. Linaria Mill. (189 spp.)
4. Subfamilia Globularioideae Luerss.
  1. Campylanthus Roth (18 spp.)
  2. Globularia L. (27 spp.)
  3. Poskea Vatke (2 spp.)
5. Subfamilia Callitrichoideae Arn.
  1. Callitriche L. (71 spp.)
  2. Hippuris L. (3 spp.)
6. Subfamilia Digitalidoideae (Dumort.) Luerss.
  1. Tribus Sibthorpieae Benth.
    1. Sibthorpia L. (5 spp.)
    2. Ellisiophyllum Maxim. (1 sp.)

  2. Tribus Digitalideae Dumort.
    1. Digitalis L. (26 spp.)
    2. Erinus L. (2 spp.)

  3. Tribus Plantagineae Dumort.
    1. Littorella Bergius (3 spp.)
    2. Aragoa Kunth (19 spp.)
    3. Plantago L. (240 spp.)

  4. Tribus Hemiphragmeae Rouy
    1. Hemiphragma Wall. (1 sp.)

  5. Tribus Veroniceae Duby
    1. Scrofella Maxim. (1 sp.)
    2. Veronicastrum Heist. ex Fabr. (21 spp.)
    3. Lagotis Gaertn. (30 spp.)
    4. Kashmiria D. Y. Hong (1 sp.)
    5. Wulfenia Jacq. (4 spp.)
    6. Picrorhiza Royle ex Benth. (4 spp.)
    7. Wulfeniopsis D. Y. Hong (2 spp.)
    8. Paederota L. (2 spp.)
    9. Synthyris Benth. (19 spp.)
    10. Veronica L. (446 spp.)

## Vanjske poveznice
- World Species, Plantaginaceae
- Go Botany, Family: Plantaginaceae — plantain family
- Kew, Plantaginaceae
- PlantNet, Plantaginaceae
- Flora of North America, Plantaginaceae
- GBIF, Plantaginaceae
- Itis, Plantaginaceae
- WFO, Plantaginaceae
- Botanico Hub